# Tjuvskär, Korpo
Tjuvskär är en ö i Finland. Den ligger i Skärgårdshavet och i kommunen Pargas i den ekonomiska regionen  Åboland i landskapet Egentliga Finland, i den sydvästra delen av landet. Ön ligger omkring 68 kilometer sydväst om Åbo och omkring 180 kilometer väster om Helsingfors. Tjuvskär ligger 5 meter över havet.
Öns area är 0,5 hektar och dess största längd är 120 meter i nord-sydlig riktning.